# Gadziewo (obwód miński)
Gadziewo – dawny folwark. Tereny, na których był położony leżą obecnie na Białorusi, w obwodzie mińskim, w rejonie wilejskim, w sielsowiecie Ilia.

## Historia
W czasach zaborów w powiecie wilejskim, w guberni wileńskiej Imperium Rosyjskiego.
W latach 1921–1945 folwark leżał w Polsce, w województwie wileńskim, w powiecie wilejskim, w gminie Ilia.
W 1931 w 1 domu zamieszkiwało 7 osób.
Wierni należeli do parafii rzymskokatolickiej w Olkowiczach i prawosławnej w Ilji. Miejscowość podlegała pod Sąd Grodzki w Ilii i Okręgowy w Wilnie; właściwy urząd pocztowy mieścił się w Ilii.
W wyniku napaści ZSRR na Polskę we wrześniu 1939 miejscowość znalazła się pod okupacją sowiecką. 2 listopada została włączona do Białoruskiej SRR. Od czerwca 1941 roku pod okupacją niemiecką. W 1944 miejscowość została ponownie zajęta przez wojska sowieckie i włączona do Białoruskiej SRR.